# Axel Poulsen
Rikard Axel Poulsen, född 1 december 1887 i Köpenhamn, död där 22 augusti 1972, var en dansk skulptör. Han var gift med Elisabeth Bergstrand-Poulsen.
Axel Poulsen var elev vid Det Kongelige Danske Kunstakademi i Köpenhamn 1908–11 och tilldelades 1912 den lilla guldmedaljen, 1913 den stora guldmedaljen och 1914 Eckersbergmedaljen. Han företog studieresor till Frankrike, Grekland och Italien och höll utställningar på Charlottenborg. År 1963 fick han Thorvaldsenmedaljen.
Bland Axel Poulsens verk märks "Den første kærlighed" (på Kunstmuseet i Köpenhamn); friser på KFUKs byggnad på Kannikestræde i Köpenhamn; en bronsport på Axelborg; altartavlor i Ansgarkirken i Odense, Fredens Kirke vid Odense, och Skjoldborg kirke; reliefer i Köpenhamns stadions portal; en fontän i Haderslev; Genforeningsmonumentet vid Fælledparkens entré (Köpenhamn).

## Utmärkelser
- Eckersbergmedaljen,  1914[4]
- Riddare av Dannebrogorden,  1934[2]
- Dannebrogsmännens hederstecken,  1947[2]
- Kommendör av Dannebrogorden,  1962[2]

[Redigera Wikidata]